# Скверчин-Двур
Скверчин-Двур (пол. Skwierczyn-Dwór) — село в Польщі, у гміні Репки Соколовського повіту Мазовецького воєводства.
Населення — 76 осіб (2011).
У 1975-1998 роках село належало до Седлецького воєводства.

## Демографія
Демографічна структура станом на 31 березня 2011 року:
|          | Загалом | Допрацездатний вік | Працездатний вік | Постпрацездатний вік |
| -------- | ------- | ------------------ | ---------------- | -------------------- |
| Чоловіки | 43      | 8                  | 27               | 8                    |
| Жінки    | 33      | 6                  | 16               | 11                   |
| Разом    | 76      | 14                 | 43               | 19                   |